# Rede Clube FM
Rede Clube FM é uma  rede de rádios brasileira. Sediada em Brasília, Distrito Federal, pertence aos Diários Associados. A rede iniciou suas atividades em 18 de novembro de 2019. Sua cabeça de rede é a emissora brasiliense e possui afiliadas nos estados de Rondônia, Mato Grosso, Minas Gerais, São Paulo, Rio Grande do Sul, Santa Catarina, Paraná, Pará, Goiás, Ceará, Paraíba, Maranhão e Rio Grande do Norte. Sua programação é dirigida ao segmento popular, com faixas etárias mais abrangentes. Tem uma programação mais eclética, composta por grandes sucessos nacionais como sertanejo universitário e forró.

## História

### Antecedentes
Em 2008, algumas emissoras de rádios em AM e FM dos Diários Associados se juntaram para a fundação da antiga Rede Clube Brasil, que tinha somente emissoras próprias, em cidades como: Brasília, Recife, João Pessoa, Natal, Fortaleza e Campina Grande. Na época a programação da Rádio Clube AM era focada em jornalismo e esportes, e toda sua programação era produzida diretamente dos estúdios da antiga Rádio Planalto (na época denominada Rádio Clube AM) em Brasília. Já as emissoras da Clube FM não tinha uma cabeça-de-rede, por isso todas elas tinham uma programação independente. A rede foi extinta em 2012 devido a extinção da Rádio Clube que passou a transmitir a Clube FM, com isso algumas emissoras da rede foram vendidas ou passaram a contar com programação local.

### Anúncio da criação da rede e primeiras afiliadas
No dia 19 de agosto de 2019, foi anunciado que a Clube FM passaria a formar uma rede de rádios via satélite. No dia 11 de setembro de 2019 foi confirmada as suas primeiras afiliadas, são elas: Palotina no Oeste do Paraná e em Buritis em Minas Gerais, todas elas eram afiliadas à Transamérica Hits. No dia 18 de setembro de 2019 mais uma afiliada foi confirmada, agora em Santa Fé do Sul, em São Paulo. No dia 23 de setembro de 2019, foi confirmado que a Clube FM, chegará ao estado de Rondônia, suas afiliadas serão nas cidades de: São Francisco do Guaporé, São Miguel do Guaporé e Colorado do Oeste, todas anteriormente também afiliadas á Transamérica Hits. No dia 1 de outubro, mais duas afiliadas foram confirmada em Minas Gerais, agora em: Conceição do Pará e Medeiros (esta última que também era afiliada à Transamérica Hits).
A data de estreia da rede foi confirmada para o dia 18 de novembro. Em 4 de novembro, mais duas afiliadas são confirmadas pela rede novamente em Minas nas cidades de Taiobeiras e Turmalina, ambas ex-afiliadas da Transamérica.
No dia 11 de novembro, a emissora anunciou a chegada da rede no Rio Grande do Sul, com emissoras em: Panambi, Erechim, Lagoa dos Três Cantos, Ciríaco, Putinga e em São Domingos do Sul, todas essas emissoras pertencem a Rede Colinas e ambas eram afiliadas da Transamérica Hits. Além disso a emissora confirmou mais uma estreia em Minas Gerais, agora na cidade de Fervedouro, que não era afiliada a Transamérica, e também mais uma estreia foi confirmada em Rondônia, agora em Ariquemes, que anteriormente era afiliada novamente a Rede Transamérica. Assim a Rede Clube FM terá 16 emissoras no total, e esse número ainda vai chegar a 23 afiliadas em breve.

### Estreia
Em 18 de novembro, as 8h, iniciou os trabalhos da Rede Clube FM Brasil com um institucional sobre a emissora e abrindo com o programa Clube do Fã, os apresentadores falaram as primeiras afiliadas que começaram nesse mesmo dia e confirmaram mais 10 afiliadas até o final do ano, entre elas: Medeiros, Ji-Paraná, Pirassununga, Barretos e Itapetininga. A estreia era prevista com 16 afiliadas, mas a emissora de Ariquemes, estava em encerramento de contrato com a Transamérica, a mesma estreou em 25 de novembro. As emissoras afiliadas, tem disponibilidade para vários horários locais, inclusive a madrugada, podendo optar também pelo horário de 20h até á madrugada (horário não obrigatório).
Logo após a estreia, outras afiliadas foram confirmadas para estrearem, entre elas estão: Maringá e Paulicéia (esta última também afiliada à Transamérica Hits). No dia 23 de dezembro, a rede estreou em Paulicéia, enquanto no dia 25, estreou a afiliada de Pirassununga. No mesmo dia, a 102,9 FM de Divino, em Minas Gerais passou a entrar em formato de expectativa para a afiliação com a rede, que semana antes operava como afiliada da Band FM, e que também já foi afiliada à Transamérica Hits.
No dia 30 de junho de 2020 a Feliz FM deixou a frequência 96,5 de Belo Horizonte, pertencente aos Diários Associados, sendo substituída por uma emissora própria da rede, assim como a matriz em Brasília, em 7 de dezembro do mesmo ano.